# Maja Dahlqvist
Maja Anna Linnéa Dahlqvist (* 15. April 1994 in Borlänge) ist eine schwedische Skilangläuferin.
Sie ist die Schwester des Handballspielers Hampus Dahlqvist.

## Werdegang
Dahlqvist, die für den Falun-Borlänge SK startet, nahm bis 2014 vorwiegend an Juniorenwettbewerben teil. Im Januar 2012 lief sie ihr erstes Rennen im Scandinavian Cup und belegte dabei den siebten Rang im Sprint. Bei den Nordischen Junioren-Skiweltmeisterschaften 2014 im Val di Fiemme gewann sie Gold mit der Staffel. Im Weltcup debütierte sie zu Beginn der Saison 2014/15 in Ruka und errang dabei den 49. Platz im Sprint. Ihre ersten Weltcuppunkte holte sie im Dezember 2014 in Davos mit dem 26. Platz im Sprint. Beim Weltcuprennen im Östersund im Februar 2015 erreichte sie mit dem 11. Platz im Sprint ihre bisher beste Platzierung bei einem Weltcuprennen. Zu Beginn der Saison 2015/16 holte sie im Sprint in Vuokatti ihren ersten Sieg im Scandinavian Cup. Bei den U23-Skiweltmeisterschaften 2016 in Râșnov gewann sie die Bronzemedaille im Sprint. Im folgenden Jahr holte sie bei den U23-Skiweltmeisterschaften 2017 in Soldier Hollow erneut die Bronzemedaille im Sprint. Zudem errang sie den 20. Platz über 10 km Freistil und den fünften Platz im Skiathlon. Bei den Rollerski-Weltmeisterschaften 2017 in Sollefteå holte sie die Bronzemedaille im 16-km-Massenstartrennen, die Silbermedaille über 18 km Freistil und die Goldmedaille zusammen mit Linn Sömskar im Teamsprint. In der Saison 2017/18 errang sie im Scandinavian Cup mit sieben Top-Zehn-Platzierungen den fünften Platz in der Gesamtwertung. Im Januar 2018 holte sie in Dresden ihren ersten Weltcupsieg zusammen mit Ida Ingemarsdotter im Teamsprint und belegte dort zudem den zweiten Platz im Sprint.
Zu Beginn der Saison 2018/19 errang Dahlqvist im Sprint in Ruka den zweiten Platz, beim Lillehammer Triple den 22. Platz und im Sprint in Davos den dritten Platz. Im Januar 2019 siegte sie in Dresden zusammen mit Stina Nilsson im Teamsprint und lief dort zudem auf den zweiten Platz im Einzelsprint. Es folgten dritte Plätze im Sprint in Otepää, Lahti und Falun und der erste Rang in Lahti zusammen mit Ida Ingemarsdotter im Teamsprint. Beim Saisonhöhepunkt, den Nordischen Skiweltmeisterschaften 2019 in Seefeld in Tirol, holte sie zusammen mit Stina Nilsson die Goldmedaille im Teamsprint. Zudem kam sie dort auf den sechsten Platz im Sprint. Beim Weltcupfinale in Québec belegte sie den achten Platz. Dabei erreichte sie den zweiten Platz im Sprint und abschließend den neunten Platz im Gesamtweltcup und den dritten Rang im Sprintweltcup. Nach Platz 45 beim Ruka Triple zu Beginn der Saison 2019/20, siegte sie in Planica und in Dresden jeweils mit Linn Svahn im Teamsprint und errang zudem in Dresden den dritten Platz im Sprint und lief bei der Tour de Ski 2019/20 auf den 32. Platz. Zum Saisonende wurde sie in Lahti Dritte mit der Staffel und erreichte den 30. Platz im Gesamtweltcup und den neunten Rang im Sprintweltcup. In der Saison 2020/21 lief sie beim Ruka Triple auf den achten Platz und bei der Tour de Ski 2021 auf den 19. Rang. Dabei kam sie zweimal auf den zweiten Platz im Sprint. Im Februar 2021 siegte sie in Ulricehamn im Sprint und errang im Teamsprint den zweiten Platz. Beim Saisonhöhepunkt, den nordischen Skiweltmeisterschaften in Oberstdorf, gewann sie zusammen mit Jonna Sundling die Goldmedaille im Teamsprint und errang dort zudem den 34. Platz über 10 km Freistil und den neunten Rang im Sprint. Zum Saisonende belegte sie im Engadin den 34. Platz im 10-km-Massenstartrennen und den 32. Rang in der Verfolgung und erreichte abschließend den 13. Platz im Gesamtweltcup und den fünften Rang im Sprintweltcup. In der folgenden Saison gewann sie im Weltcup vier Sprintrennen und belegte zweimal den dritten Platz. Zudem siegte sie in Dresden im Teamsprint und gewann zum Saisonende den Sprintweltcup sowie errang den zehnten Platz im Gesamtweltcup. Bei den Olympischen Winterspielen 2022 in Peking holte sie die Bronzemedaille mit der Staffel und jeweils die Silbermedaille im Sprint sowie zusammen mit Jonna Sundling im Teamsprint.

## Erfolge

### Siege bei Weltcuprennen

#### Weltcupsiege im Einzel
| Nr. | Datum             | Ort         | Disziplin               |
| --- | ----------------- | ----------- | ----------------------- |
| 1.  | 6. Februar 2021   | Ulricehamn  | 1,6 km Sprint Freistil  |
| 2.  | 26. November 2021 | Ruka        | 1,4 km Sprint klassisch |
| 3.  | 3. Dezember 2021  | Lillehammer | 1,6 km Sprint Freistil  |
| 4.  | 11. Dezember 2021 | Davos       | 1,5 km Sprint Freistil  |
| 5.  | 18. Dezember 2021 | Dresden     | 1,3 km Sprint Freistil  |
| 6.  | 1. Februar 2025   | Cogne       | 1,3 km Sprint klassisch |

#### Weltcupsiege im Team
| Nr. | Datum             | Ort     | Disziplin                         |
| --- | ----------------- | ------- | --------------------------------- |
| 1.  | 14. Januar 2018   | Dresden | 6 × 1,2 km Teamsprint Freistil 1  |
| 2.  | 13. Januar 2019   | Dresden | 6 × 1,6 km Teamsprint Freistil 2  |
| 3.  | 10. Februar 2019  | Lahti   | 6 × 1,4 km Teamsprint klassisch 1 |
| 4.  | 22. Dezember 2019 | Planica | 2 × 3,6 km Teamsprint Freistil 3  |
| 5.  | 12. Januar 2020   | Dresden | 6 × 1,3 km Teamsprint Freistil 3  |
| 6.  | 19. Dezember 2021 | Dresden | 6 × 1,3 km Teamsprint Freistil 4  |
| 7.  | 22. Januar 2023   | Livigno | 6 × 1,2 km Teamsprint Freistil 3  |

### Siege bei Continental-Cup-Rennen
| Nr. | Datum             | Ort      | Disziplin              | Serie            |
| --- | ----------------- | -------- | ---------------------- | ---------------- |
| 1.  | 12. Dezember 2015 | Vuokatti | 1,2 km Sprint Freistil | Scandinavian Cup |

## Teilnahmen an Weltmeisterschaften und Olympischen Winterspielen

### Olympische Spiele
| Jahr und Ort | Wettbewerb | Wettbewerb | Wettbewerb | Wettbewerb | Wettbewerb | Wettbewerb |
| Jahr und Ort | 10 km      | Skiathlon  | 30 km      | Sprint     | Staffel    | Teamsprint |
| ------------ | ---------- | ---------- | ---------- | ---------- | ---------- | ---------- |
| Peking 2022  | –          | –          | –          | 2.         | 3.         | 2.         |

### Nordische Skiweltmeisterschaften
| Jahr und Ort    | Wettbewerb | Wettbewerb | Wettbewerb   | Wettbewerb | Wettbewerb | Wettbewerb |
| Jahr und Ort    | 10 km      | Skiathlon  | 30 / 50 km 5 | Sprint     | Staffel    | Teamsprint |
| --------------- | ---------- | ---------- | ------------ | ---------- | ---------- | ---------- |
| Seefeld 2019    | –          | –          | –            | 6.         | –          | 1.         |
| Oberstdorf 2021 | 34.        | –          | –            | 9.         | –          | 1.         |
| Planica 2023    | 10.        | –          | –            | 3.         | 3.         | –          |
| Trondheim 2025  | –          | –          | 17.          | 4.         | –          | 1.         |

## Platzierungen im Weltcup

### Weltcup-Statistik
Die Tabelle zeigt die erreichten Platzierungen im Einzelnen.
- 1.–3. Platz: Anzahl der Podiumsplatzierungen
- Top 10: Anzahl der Platzierungen unter den ersten zehn
- Punkteränge: Anzahl der Platzierungen innerhalb der Punkteränge
- Starts: Anzahl gelaufener Rennen in der jeweiligen Disziplin
- Hinweis: Bei den Distanzrennen erfolgt die Einordnung gemäß FIS.

| Platzierung               | Distanzrennen a | Distanzrennen a | Distanzrennen a | Distanzrennen a | Distanzrennen a | Skiathlon Verfolgung | Sprint | Etappen- rennen b | Gesamt | Team   | Team    |
| Platzierung               | ≤ 5 km          | ≤ 10 km         | ≤ 15 km         | ≤ 30 km         | > 30 km         | Skiathlon Verfolgung | Sprint | Etappen- rennen b | Gesamt | Sprint | Staffel |
| ------------------------- | --------------- | --------------- | --------------- | --------------- | --------------- | -------------------- | ------ | ----------------- | ------ | ------ | ------- |
| 1. Platz                  |                 |                 |                 |                 |                 |                      | 6      |                   | 6      | 7      |         |
| 2. Platz                  |                 |                 |                 |                 |                 |                      | 14     |                   | 14     | 3      | 1       |
| 3. Platz                  |                 |                 |                 |                 |                 |                      | 12     |                   | 12     |        | 2       |
| Top 10                    |                 | 6               |                 |                 |                 | 1                    | 52     | 2                 | 61     | 10     | 5       |
| Punkteränge               |                 | 21              |                 | 5               |                 | 9                    | 70     | 4                 | 109    | 11     | 5       |
| Starts                    | 1               | 34              | 1               | 5               | 1               | 14                   | 79     | 7                 | 142    | 11     | 6       |
| Stand: Saisonende 2024/25 |                 |                 |                 |                 |                 |                      |        |                   |        |        |         |

### Weltcup-Gesamtplatzierungen
| Saison  | Gesamt | Gesamt | Distanz | Distanz | Sprint | Sprint |
| Saison  | Punkte | Platz  | Punkte  | Platz   | Punkte | Platz  |
| ------- | ------ | ------ | ------- | ------- | ------ | ------ |
| 2014/15 | 51     | 71.    | -       | -       | 51     | 38.    |
| 2015/16 | 32     | 65.    | -       | -       | 32     | 46.    |
| 2016/17 | 18     | 91.    | -       | -       | 18     | 55.    |
| 2017/18 | 129    | 45.    | 2       | 79.     | 127    | 17.    |
| 2018/19 | 672    | 9.     | 108     | 31.     | 482    | 3.     |
| 2019/20 | 246    | 30.    | 16      | 60.     | 220    | 9.     |
| 2020/21 | 491    | 13.    | 135     | 25.     | 244    | 5.     |
| 2021/22 | 645    | 10.    | 7       | 70.     | 638    | 1.     |
| 2022/23 | 1236   | 8.     | 292     | 30.     | 944    | 1.     |
| 2023/24 | 913    | 20.    | 90      | 56.     | 823    | 4.     |
| 2024/25 | 855    | 20.    | 173     | 45.     | 682    | 3.     |